# العزيزية (حلوى)
العزيزية أو مكرونة باللبن هي حلوى مصرية تشتهر بالأخص في دمياط تتكون من الحليب، مكرونة إسباغيتي، جوز الهند، زبيب ونشا وسمن.

## طريقة التحضير
يتم سلق المعكرونة بدون ملح ثم يوضع الحليب على النار حتى الغليان ويضاف إليها السكر مع قليل من الملح ويقلب حتى تذوب ثم تضاف إلى المعكرونة ثم يضاف النشا، صفار البيض والفانيليا. تدهن صينية الخبز بالزبد جيدا ويفرد بها الزبيب والمكسرات، ثم يصب فوقهم الخليط وتدخل الفرن على حرارة 180 درجة مئوية مدة نصف ساعة أو حتى تتماسك ويأخذ الوجه اللون الذهبى ثم تخرج من الفرن وتترك لتبرد ثم تقدم.